# Yamataka Eye
Yamataka Eye  (山塚アイ?, Yamataka Ai), pseudonimo di Tetsuo Yamatsuka (山塚 徹郎?, Yamatsuka Tetsuo; Kōbe, 13 febbraio 1964), è un cantante noise giapponese, conosciuto per essere uno dei membri del gruppo musicale Boredoms.
Il cantante ha cambiato nome tre volte, da Yamatsuka Eye a Yamantaka Eye, fino a Yamataka Eye, mentre uno dei suoi soprannomi è eYe o EYヨ. Yamataka Eye è anche dj sotto il nome di DJ 光光光 o DJ pica pica pica ("pica" significa "luminoso") ed è noto anche nel jazz con i Naked City di John Zorn.